# 薩特爾峰
46°28′6″N 7°57′56.1″E / 46.46833°N 7.965583°E

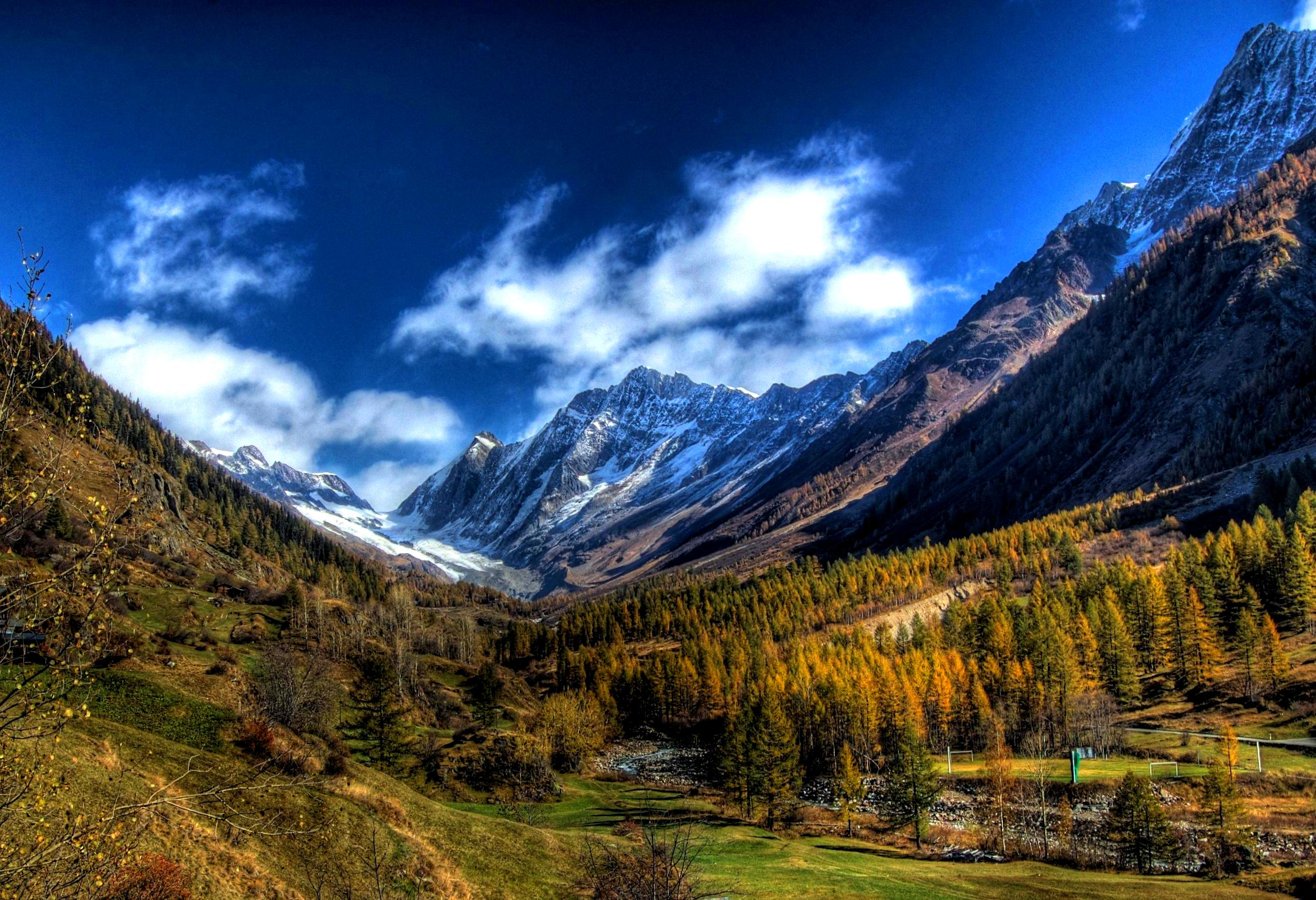

薩特爾峰（德語：Sattelhorn）是瑞士瓦萊州的山峰，位於該國南部，屬於伯尔尼山的一部分，海拔高度3,745米，人類在1883年8月26日首次登頂。

## 外部連結
- Sattelhorn on Hikr （页面存档备份，存于）